# Virginia Duenkel
Virginia Duenkel   (Orange, 7 de març de 1947), també anomenada Ginny Duenkel i de casada Virginia Fuldner, és una nedadora estatunidenca, ja retirada, que va competir durant la dècada de 1960.
El 1964 va prendre part en els Jocs Olímpics d'Estiu de Tòquio, on disputà dues proves del programa de natació. En els 400 metres lliures guanyà la medalla d'or, mentre en els 100 metres esquena guanyà la de bronze.
En el seu palmarès també destaca una medalla d'or en els Jocs Panamericans de 1963 i quatre campionats de l'AAU. El 1964 va posseir durant uns quinze dies el rècord del món dels 100 metres esquena. El 1985 va ser inclosa a l'International Swimming Hall of Fame.